# Gunning S. Bedford
Gunning S. Bedford (* 1806 in Baltimore; † 5. September 1870 in Manhattan) war ein US-amerikanischer Arzt und Geburtshelfer.

## Leben
Im Jahr 1825 absolvierte Gunning S. Bedford das Mount Saint Mary's College in Emmitsburg und schloss darauf seine medizinische Ausbildung am Rutgers College als Dr. med. ab. Nach zweijährigem Studium im Ausland wurde er 1833 am Charleston Medical College Professor für Geburtshilfe. Es folgte eine Professur am Albany Medical College. 1836 ging er nach New York und beteiligte sich zusammen mit Martyn Paine und Valentine Mott ab 1840 an der Gründung des University Medical Colleges. In New York richtete Gunning S. Bedford als Professor für Gynäkologie und Geburtshilfe die erste Geburtsklinik für zahlungsunfähige Patientinnen in den Vereinigten Staaten ein. Seine beiden 1859 und 1863 erschienenen Hauptwerke wurden ins Deutsche und Französische übertragen. 1862 erkrankt, starb Gunning S. Bedford 1870 an den Folgen dreier Schlaganfälle aus den späten 1860er Jahren. Er fand auf dem Woodlawn Friedhof in der Bronx die letzte Ruhe. 

### Familie
Gunning S. Bedford konnte auf namhafte Vorfahren zurückblicken: Gunning Bedford und Gunning Bedford, Jr.
Gunning S. Bedford war mit Jane Maria Van Solingen (1810–1890) verheiratet. Das Paar hatte drei Söhne. Bekannt wurden der spätere New Yorker Politiker und Richter Gunning S. Bedford (1835–1893) sowie sein Bruder Frederick Bedford (1837–1891).

## Hauptwerke
- Clinical lectures on the diseases of women and children. New York 1859 (archive.org)
- The principles and practice of obstetrics. New York 1863 (archive.org)